# 3183 Franzkaiser
3183 Franzkaiser (1949 PP) là một tiểu hành tinh vành đai chính được phát hiện ngày 2 tháng 8 năm 1949 bởi Reinmuth, K. ở Heidelberg.